# Percy Hunt
Percy Hunt, född 1908, var en engelsk motorcykelförare
Hunt var 1927–1933 en av Europas mest framgångsrika och jämte Stanley Woods Nortons främste förare. Hunt, som vid sin första start 1927 vann Manx GP, hade 1931 sitt mest framgångsrika år med dubbelseger i Englands Senior och Junior TT, båda tävlingarna med nya rekord. Bland hans övriga segrar kan nämnas C-klassen i Europas GP 1929 och 1931, i Hollands TT 1931 och 1932, B-klassen i Schweiz GP 1931 och 1933 samt C-klassen i Belgiens och Frankrikes GP 1933. Hunt slutade tävla efter en olycka vid Europas GP på Saxtorp 1933.